# Alvy Ray Smith
Alvy Ray Smith III (Mineral Wells, 8 settembre 1943) è un ingegnere e informatico statunitense.
È considerato uno dei pionieri della grafica computerizzata. Con Edwin Catmull e John Lasseter è stato uno dei fondatori dello studio di animazione Pixar.

## Filmografia
- 1984 - The Adventures of André and Wally B., LucasFilm, regista

## Riconoscimenti
- 1995 - AMPAS, Premio tecnico-scientifico (Scientific and Engineering Award) con Edwin Catmull, Thomas Porter e Tom Duff «per le loro pionieristiche invenzioni nel campo del compositing digitale delle immagini.»[1]
- 1997 - AMPAS, Premio tecnico-scientifico (Scientific and Engineering Award) con Richard Shoup e Thomas Porter «per i loro pionieristici sforzi nello sviluppo di sistemi di colorazione digitale utilizzati nella produzione cinematografica.»[1]